# København (voilier)
Le København (ou Skoleskibet København) était un cinq-mâts barque, à coque acier, construit en 1921 en Écosse pour devenir un navire-école de la marine danoise.

## Histoire
En 1913, la Compagnie de l'Asie de l'Est commande un grand bateau à voile à l'usage du commerce des céréales en provenance de l'Australie.  Bien que la coque soit achevée en 1915, aucun autre travail ne fut réalisé en raison de la Première Guerre mondiale. 

En 1918, le navire non achevé fut réquisitionné par l'Amirauté britannique, baptisé Dragon noir et remorqué jusqu'à Gibraltar pour être utilisé comme ponton à charbon pendant de nombreuses années. 
Après la guerre, l'AEC recommande un autre bâtiment pour remplacer le navire réquisitionné
sur les mêmes plans. Le København, destiné initialement au commerce des céréales, servira en même temps à la formation des apprentis pour les carrières dans la marine marchande danoise. Il sera sans doute le plus grand bateau-école à cinq-mâts et à coque acier de sa génération.
Après avoir effectué dix voyages, Le København disparait peu de temps après le 21 décembre 1928 dans l'Océan Austral avec son équipage de 15 marins et 45 cadets. Il avait quitté Rio de la Plata sur le passage de Montevideo à Melbourne et son dernier message radio a été reçu ce même jour.
Plusieurs navires effectuèrent une recherche sur cette vaste zone. Le pétrolier danois Mexique a été affrété pour cette recherche à l'est de Rio de la Plata ainsi que le vapeur australien Junee vers l'ouest de l'Australie.  Leur recherche, commencée le 7 janvier 1929, a duré trois mois sans résultat. Le voilier et l'équipage ne furent jamais retrouvés.